# Großer Weitschartenkopf
Le Grosser Weitschartenkopf est une montagne culminant à 1 979 mètres d'altitude dans le massif des Alpes de Berchtesgaden.

## Géographie

### Situation
Le Großer Weitschartenkopf se situe dans la partie nord-ouest du chaînon du Reiter Alm, à proximité de la frontière entre l'Allemagne et l'Autriche ; il est le plus haut sommet de cette partie. À 500 m au nord-est de son sommet se trouve le Kleiner Weitschartenkopf, haute de 1 930 m, du côté allemand.

## Ascension
Le Großer Weitschartenkopf est proche du Neue Traunsteiner Hütte. Le sentier balisé conduit, sans difficulté, sur le plateau à l'ouest en 1 h 30, avant, après avoir atteint le versant nord-ouest du Reiter Alm, il se dirige vers le nord-est jusqu'au sommet. Il n'y a pas de sentiers balisés menant au Kleiner Weitschartenkopf.
La vue depuis le Großer Weitschartenkopf permet un très bon aperçu du haut plateau du Reiter Alm. À l'est et au sud-est, on peut voir le Hoher Göll, le Watzmann et le Hochkalter, au sud-ouest le massif de Lofer, à gauche le Grossvenediger. À l'ouest, la vue s'étend sur le Wilder Kaiser et sur les Alpes de Chiemgau jusqu'aux Préalpes bavaroises. Si la visibilité est très bonne, la vue la plus éloignée s'étend vers le nord jusqu'aux hauteurs de la forêt de Bavière à environ 200 km. De plus, le Großer Weitschartenkopf offre une vue imprenable sur la vallée de la Saalach avec le centre-ville de Schneizlreuth.